# Канадский биографический словарь
Канадский биографический словарь (англ. Dictionary of Canadian Biography, DCB; фр. Dictionnaire biographique du Canada) — биографический словарь о людях, внёсших значительный вклад в историю Канады. Словарь, составление которого было начато в 1959 году, результат сотрудничества между Университетом Торонто и Университетом Лаваля. К настоящему времени опубликовано 15 томов, содержащих более 8 400 биографических статей о людях, которые умерли или чьи последние исторические действия пришлись на период между 1000 и 1930 годами. Всё печатное издание доступно в Интернете, включая некоторые дополнительные биографии до 2000 года.

## Учреждение проекта
Проект был начат после того, как бизнесмен Джеймс Николсон завещал Университету Торонто создание в Канаде собственного словаря по примеру Национального биографического словаря в Великобритании. Весной 1959 года Джордж Уильямс Браун был назначен главным редактором, а издательство Университета Торонто, которое было назначено издателем, разослало около 10 000 объявлений о проекте. Работа началась в июле того же года. Официальной датой создания словаря стало 1 июля, что не случайно совпало с днём празднования создания Канадской конфедерации. 9 марта 1961 года было создано издание словаря на французском языке. До этого в Канаде не проводилось подобных исследований и публикаций такого масштаба на английском и французском языках. На французском языке Марсель Трудель стал главным редактором Канадского биографического словаря, издателем стал Университет Лаваля. С самого начала было решено, что для того, чтобы проект действительно имел резонанс для канадцев, французское и английское издания словаря будут идентичны по содержанию, за исключением языка, и каждый том словаря будет выпущен одновременно. Проект по своей природе требовал не только большого количества переводов, так как статьи будут выходить на английском и французском языках, но и тесной координации.

## Начало публикации
Первый том «Канадского биографического словаря» вышел в 1966 году и содержал 594 биографии, охватывающие период с 1000 по 1700 годы. Издатели изучили другие подобные проекты, такие как «Национальный биографический словарь» (DNB) и «Американский биографический словарь» (DAB), и пришли к выводу, что необходим иной подход. В этих словарях тома располагались в алфавитном порядке и публиковались в течение нескольких лет. По этой причине, пока не был опубликован последний том (63 для DNB до 22 января 2001 года; 20 для DAB до конца 1935 года), ни один исторический период не мог быть полностью охвачен до появления последнего тома. Те, кто умер впоследствии, были добавлены в последующие тома в порядке очерёдности.
Было решено, что Словарь будет издаваться по историческим периодам, тома будут располагаться в хронологическом порядке, а каждый том будет охватывать определенный диапазон лет с биографиями, расположенными в алфавитном порядке. Том, в котором должна была появиться биография, определялся датой смерти человека или, если это было неизвестно, датой его последней известной деятельности. Тома должны были быть примерно одинакового размера, а период времени, охватываемый каждым из них, сокращался по мере продвижения биографий в XX век.
Основным недостатком системы был тот факт, что мало кто знал даты смерти многих людей и, следовательно, не знал, в каком томе можно найти биографию того или иного человека. Эту проблему предполагалось решить с помощью кумулятивных указателей и томов с эпитомами. Некоторые преимущества подхода, основанного на периодах, были практическими: биографии, более или менее связанные по временным периодам, также объединяли учёных, специализирующихся на этих периодах, что облегчало исследования, редактирование и перекрёстную проверку, а читателям не нужно было заново знакомиться с историческим периодом, в который жили люди. Кроме того, будущие пересмотры ограничивались бы конкретными томами, а не всей серией.
Тематика биографий была широкой. В них должны были быть включены выдающиеся канадцы, родившиеся и проживавшие в Канаде, и канадцы, прославившиеся за рубежом, а также люди из других стран, внёсшие вклад в жизнь Канады. Общим правилом было исключить тех людей, которые не ступали на территорию нынешней Канады, даже если их влияние на Канаду было очень велико. Что касается тех, кто родился за пределами Канады, то основное внимание должно было уделяться их жизни в Канаде.
Для авторов биографических статей первого тома было издано руководство, которое было повторено для последующих томов: «Биография должна быть свежим и научным исследованием предмета, основанным на достоверных источниках (по возможности из первых рук), точным и достоверным в изложении фактов, кратким, но представленным в привлекательной литературной форме. Цель — обеспечить независимое и оригинальное изложение, а не просто компиляцию предыдущих рассказов». Сами биографии должны были содержать от 200 до 8 000-10 000 слов. Как правило, в каждом томе должно было быть несколько сотен авторов.
Дополнительной особенностью, использующей подход, основанный на периодах, было включение нескольких исторических эссе для дальнейшего установления исторического контекста многих тем биографий. Последующие тома также будут включать исторические очерки, но не все.

## Последующие опубликованные тома
Том II, охватывающий период с 1701 по 1740 год, вышел в 1969 году. На его страницах были представлены биографии 578 человек.
Дэвид Хейн стал главным редактором, сменив Брауна, который внезапно умер во время подготовки первого тома; Андре Вашон стал пощником главного редактора.
К этому времени произошло важное событие, которое должно было кардинально изменить последовательность публикаций. В 1967 году отмечалось 100-летие Канадской конфедерации, в связи с чем, правительство Канады создало Комиссию по празднованию этого торжественного события, отчасти для того, чтобы способствовать повышению исторической осведомлённости. Одним из первых действий комиссии было предоставление гранта издательствам Словаря специально для проведения биографических исследований периода с 1850 по 1900 годы. В результате в 1967 году было решено начать подготовку томов по XIX веку. Первым был составлен том X, охватывающий период с 1871 по 1880 год, который вышел в 1972 году с биографиями 574 человек, многие из которых сыграли важную роль в создании самой Канады.
С этого времени, помимо издания томов в первоначальной последовательности, параллельно стали выходить тома посвящённые XIX веку.
В 1974 году был опубликован том III. В нём были представлены биографии 550 человек, умерших в период с 1741 по 1770 годы. Начался период длительной редакционной стабильности, поскольку Франсес Г. Халпенни, сменивший Хейна в 1969 году, занимал пост главного редактора в течение 20 лет. Жан Хамелен, ставший в 1973 году помощником редактора, держал бразды правления французской редакцией вплоть до своей смерти в 1998 году.
Второй том посвящённый XIX веку появился в 1976 году: Том IX. 524 биографии 311 авторов объёмом от 400 до 12 000 слов охватывали период с 1861 по 1870 годы. Тогда было решено не включать вводный исторический очерк, так как его правильнее было бы включить в более широкий обзор эпохи в более позднем томе.
Шестой опубликованный том, том IV, завершил XVIII век. Появившись в 1979 году, 504 биографии охватывали годы с 1771 по 1800. В том же году том I был переиздан с исправлениями. Том II также был переиздан с исправлениями, а седьмой том появился в 1982 году. Том XI содержал биографии 586 выдающихся канадцев, умерших в период с 1881 по 1890 годы. В этом томе была введена новая функция: указатели по профессиям и географии, которая должна была быть включена в новые тома и в переиздания предыдущих томов, а также в отдельные указатели, один из которых появился в 1981 году для томов I—IV.
Вскоре последовал том V, опубликованный в 1983 году, охватывающий период с 1801 по 1820 и содержал 502 биографии от 269 авторов. Затем последовали ещё три тома в 1985, 1987 и 1988 годах, всего 11: том VIII (с 1851 по 1860) с 521 биографией; том VI (с 1821 по 1835) с 479 биографиями; том VII (с 1836 по 1850) с 538 биографиями.
Наконец, в 1990 году появился двенадцатый том, завершающий XIX век. 597 биографий тома XII (1891—1900 гг.) составили в общей сложности 6520 биографий, когда первая основная фаза проекта подошла к концу, и многолетний главный редактор Халпенни ушёл на пенсию. Вскоре появился индекс для этих первых двенадцати томов, позволяющий читателям быстро получить доступ ко всем 6520 биографиям и тысячам других людей, упомянутых в этих биографиях.

## Тома, посвященные XX веку
В томе XII Словаря говорилось, что первые три тома по XX веку находятся в стадии подготовки: Том XIII (1901—1910); Том XIV (1911—1918); Том XV (1919—1925). Но когда Том XIII появился в 1994 году, с Рамзи Куком в качестве нового главного редактора, прошедшие годы были описаны как «одни из самых трудных в истории этого канадского учреждения». Были описаны серьезные финансовые ограничения, и был объявлен более «скромный» план, в котором каждый том охватывал десятилетие вместо более коротких интервалов, ранее запланированных для периода после 1910 года. Было сказано, что дополнительный том будет готовиться до конца 1940 года. Тем не менее, том XIII продолжил традиции предыдущих томов, в нем было представлено 648 биографий 438 авторов, охватывающих ранее объявленный диапазон лет с 1901 по 1910 годы.
Том XIV был опубликован в 1998 году и ознаменовал резкое внешнее изменение: красочная обложка с изображением 52 выдающихся канадцев, что резко контрастировало со скромными обложками в тёмных тонах предыдущих томов, на которых был только текст. Однако содержание продолжало оставаться в научном стиле предыдущих томов: 622 биографии людей за 1911—1920 годы. Во введении говорилось, что финансовое и кадровое давление «становится всё более острым», но сохранялась надежда, что «средства от более широкого круга финансирующих организаций» позволят продолжить проект в соответствии с планом.
Том XV вышел в 2005 году, с торжественной данью уважения Хамелину, умершему в 1998 году, и «au revoir» Куку, который завершил свое участие в работе над Словарём после публикации тома. Реал Беланже с 1998 года заменил Хамелина на посту помощника главного редактора, а Джон Инглиш заменил Кука на посту главного редактора. 619 биографий, содержащихся в нём, составят в общей сложности 8 419 биографий, охватывающих период с 1000 по 1930 год. И, как знак быстро меняющихся средств коммуникации, с которыми столкнулся Словарь, было упомянуто о проекте тысячелетия по бесплатному распространению CD-ROM с содержанием первых 14 томов проекта среди образовательных учреждений и о лицензионном соглашении об интеллектуальной собственности, заключённом с Библиотекой и Архивом Канады в 2003 году, чтобы сделать доступными он-лайн те же 14 томов с некоторыми дополнительными биографиями более позднего периода. В онлайн-издание Словаря теперь включены биографии из XV тома, а также около десятка биографий выдающихся канадцев, умерших в период с 1931 по 2000 год, включая всех премьер-министров, умерших в этот период. Также было упомянуто о финансовых проблемах, которые затрудняют работу, но также и об усилиях многих канадских учреждений, корпораций, агентств и частных лиц, которые сделали возможным продолжение проекта.
Издательство Словаря готовит том XVI, который охватит годы с 1931 по 1940, и находится на стадии исследования дополнительных томов, которые охватят годы с 1941 по 1980. Когда эта фаза производства будет завершена, будет собрано более 10 000 биографий.

### Книга о премьер-министрах
В 2007 году издательство Словаря опубликовало книгу Canada’s Prime Ministers: Macdonald to Trudeau – Portraits from the Dictionary of Canadian Biography. 15 биографий в ней воспроизводят те биографии, которые были опубликованы в различных уже изданных томах Словаря, дополненные биографиями премьер-министров, умерших с 1930 года.

## Оценки
Оценки профессиональных историков были в подавляющем большинстве положительными. Халпенни подчеркивает использование в книге «идей исторической географии, социологии, антропологии и литературы» и отмечает, что она отвечает как интересам количественных историков, так и учёных в области меньшинств, труда и женщин.
Что касается Приморские провинции, в словаре мало говорится о ранних лидерах коренного населения, но, по словам Годфри, он вполне освещает деятельность французских миссионеров и отношения Акадии с Францией и Новой Францией. В томах IX и X акадийцы и коренные народы рассматриваются в меньшей степени, а основное внимание уделяется политике как соперничеству элит. Рассмотрение экономического и интеллектуального развития Приморских провинций позволяет предположить, что легендарный Золотой век середины XIX века был лишь красивым фасадом.